# Bathylaconidae
Bathylaconidae zijn een familie van straalvinnige vissen uit de orde van spieringachtigen (Osmeriformes).

## Geslachten
- Bathylaco Goode & Bean, 1896
- Herwigia Nielsen, 1972